# 두 얼굴의 여인
두 얼굴의 여인(Two-Faced Woman)은 미국에서 제작된 조지 큐커 감독의 1941년 코미디, 멜로/로맨스 영화이다. 그레타 가르보 등이 주연으로 출연하였고 고트프리드 레인하드트 등이 제작에 참여하였다.

## 출연

### 주연
- 그레타 가르보
- 멜빈 더글라스

### 조연
- 콘스탄스 베네트
- 로랜드 영
- 로버트 스털링
- 루스 고든
- 로버트 엘턴
- 올리브 블레이크니
- 힐러리 브룩
- 조지 캘리가
- 앤드레 체론
- 줄스 코리스
- 마크 다니엘스
- 클리프 다니엘슨
- 켄 다비
- 글로리아 드헤븐
- 헬렌 딕슨
- 에밀리 피츠로이
- 아르노 프레이
- 나코 갈린도
- 로이 고든
- 율라 가이
- 빈턴 하워스
- 그레이스 헤일리
- 톰 허버트
- 올린 하랜드
- 더 킹스 멘
- 루이스 메이슨
- 월터 메릴
- 버트 무어하우스
- 힐다 플로라이트
- 로린 레이커
- 시릴 링
- 윌리엄 태넌

## 제작진
- 의상: 아드리안